# Pavel Srníček
Pavel Srníček (Ostrava, 1968. március 10. – Ostrava, 2015. december 29.) Európa-bajnoki ezüstérmes cseh válogatott labdarúgókapus.
A cseh válogatott tagjaként részt vett az 1997-es konföderációs kupán, illetve az 1996-os és a 2000-es Európa-bajnokságon.

## Halála
2015. december 20-án kocogás közben leállt a szíve. Kórházba szállították, ahol mesterséges kómában tartották több, mint egy hétig, azonban az életét már nem sikerült megmenteni.

## Sikerei, díjai
Csehország
- Európa-bajnoki ezüstérmes (1): 1996
- Konföderációs kupa bronzérmes (1): 1997